# ساينت جيني دي أرك ساغوناي لاك ساينت جين (كيبك)
ساينت جيني دي أرك ساغوناي لاك ساينت جين (بالإنجليزية: Sainte-Jeanne-d'Arc, Saguenay–Lac-Saint-Jean, Quebec)‏ هي local municipality of Quebec تقع في كندا في Maria-Chapdelaine Regional County Municipality. يقدر عدد سكانها بـ 1,089 نسمة ومساحتها 273.30 كم2 .